# Tubo de labio

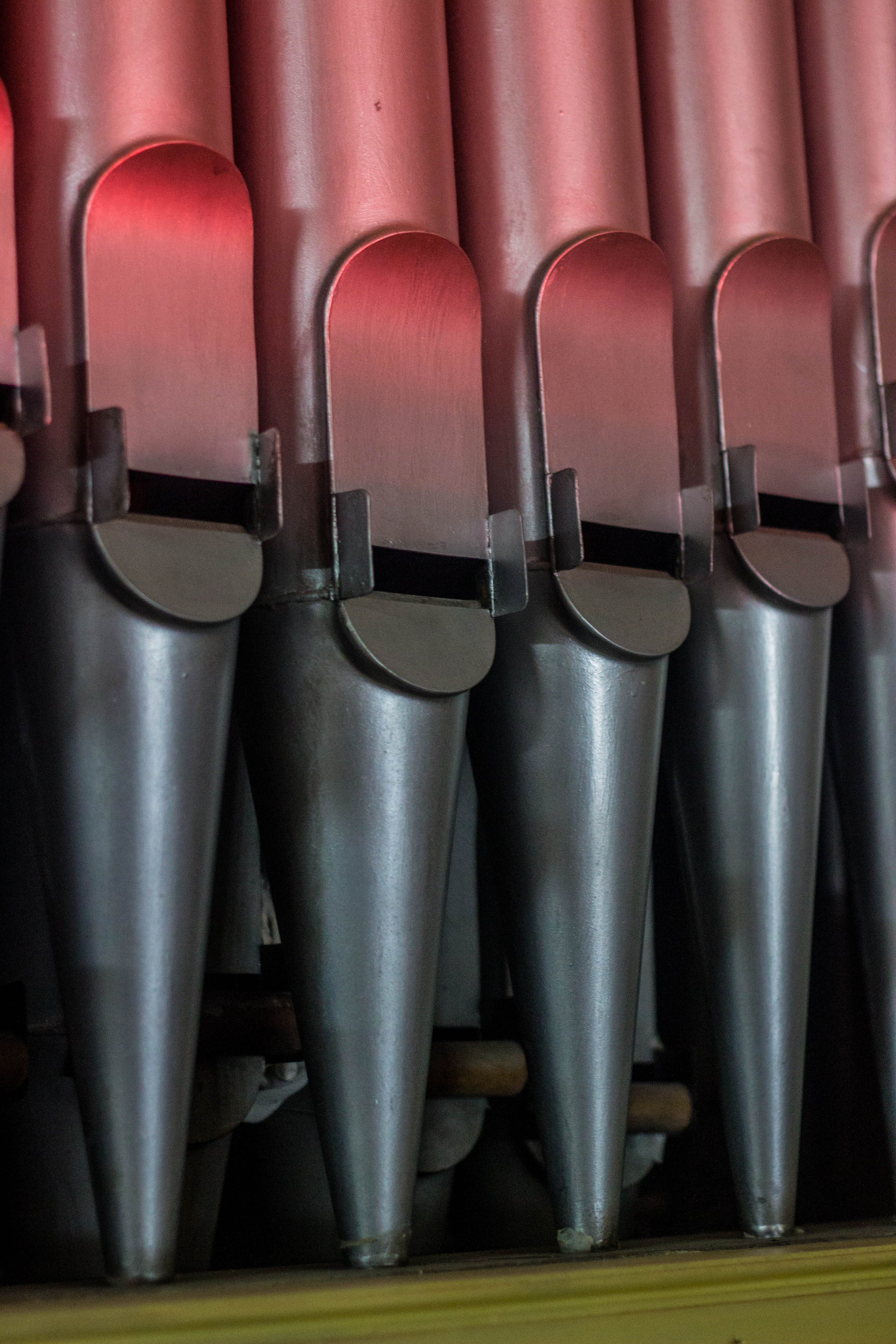
Tubos de labio del tipo principal o diapasón, por lo general están presente en la fachada del instrumento.

En un órgano, los tubos de labio son los más empleado en el instrumento, y que por lo general se pueden ver expuestos en la fachada. Funcionan como una flauta dulce: el aire a presión ingresa por un agujero en la parte inferior del mismo, y es allí cuando se produce una oscilación porque parte del aire escapa por la boca y otra parte sigue el trayecto hasta el agujero superior del mismo (o como en el caso de los tubos tapados, este vuelve a hacer el recorrido inverso y sale por la boca). Existen una gran variedad de tubos de labios, de diferentes formas, con más orificios de salida, tapados total o parcialmente en su parte superior, como también tapados parcialmente con un pequeño cilindro en la boca, lo que se conoce como puente armónico. Pueden ser construidos tanto en metal como madera.

## Construcción
Si bien todos los tubos de labio están constituidos casi de la misma manera sean de metal o madera, no todos son completamente idénticos. Existen varios aspectos en su construcción que pueden cambiar las características del sonido resultante, tales como el material del que está hecho, el tamaño de la boca, la relación entre la longitud y el diámetro del cuerpo, diferentes modificaciones en la boca del tubo, tales como las dimensiones de la misma, la presencia de orejas o barba, modificaciones en el cuerpo del tubo, como el uso de distintas aberturas, una tapa sea parcial o total del orificio superior, una ranura para la afinación, o la ranura para los tubos armónicos.

### Resonadores

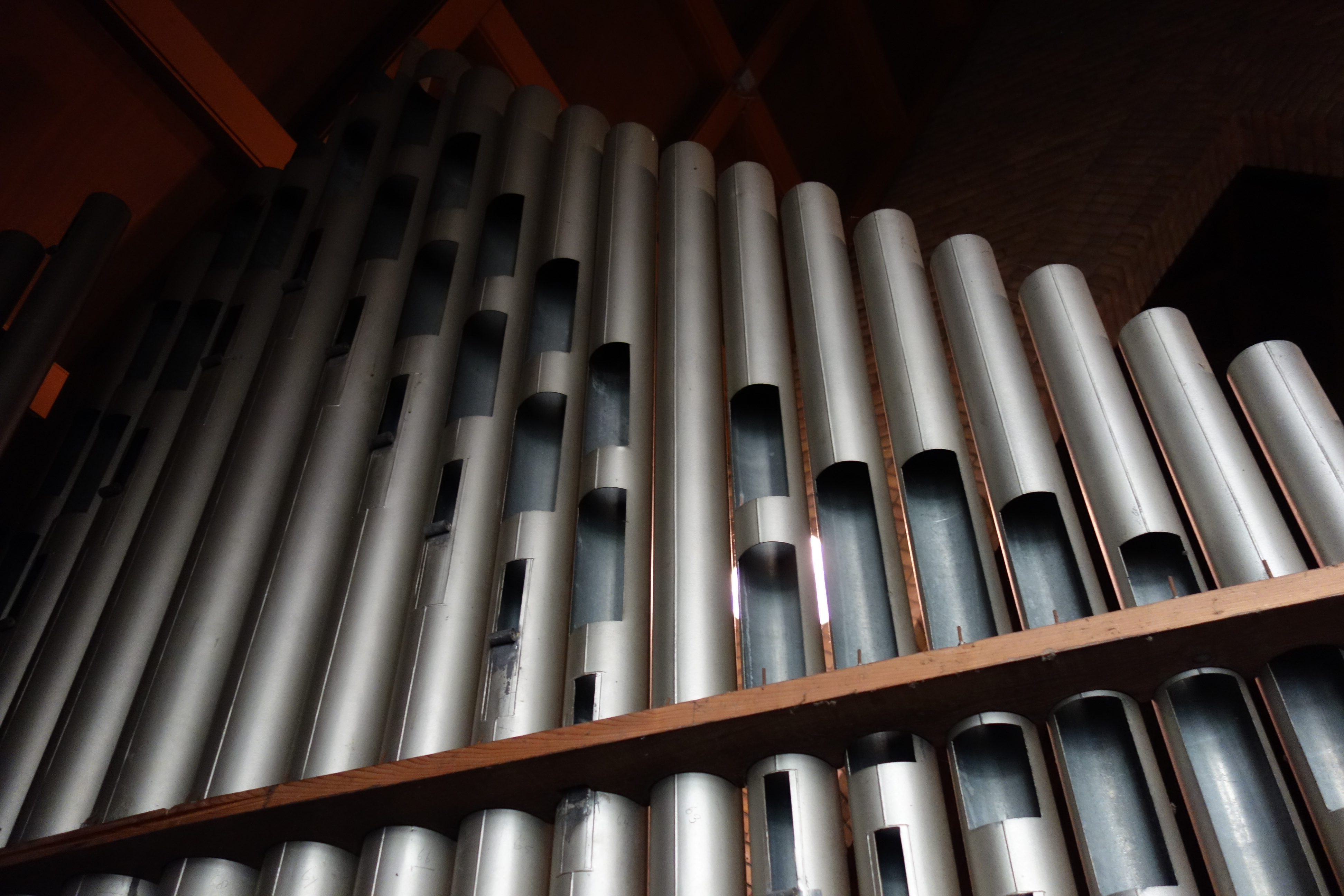
Tubos de labio vistos de atrás. Se pueden ver diferentes agujeros en su cuerpo o resonador.

El resonador o cuerpo de un tubo proporciona el espacio de resonancia para el sonido producido en la boca del tubo. Tanto su forma como el largo contribuyen al tono específico. En particular, la forma del cuerpo sea cilíndrica o cónica, modifica la intensidad de los armónicos, cambiando así el timbre del sonido resultante. Además de estos parámetros, si el tubo de labio tiene un tapón que cierra total o parcialmente la abertura en la parte superior del cuerpo del tubo, el sonido tendrá otros cambios. Uno de ellos es el cambio de altura, a una octava más baja que el sonido producido por un tubo abierto similar de la misma longitud. El segundo cambio es el color del tono, ya que los armónicos impares no pueden desarrollarse en un tubo cerrado.
Otra modificación que se le hacen a los tubos de labios son agujeros. En ocasiones se hace un agujero cerca del orificio superior, de forma como una ranura, esto puede tener un efecto similar en el tono, proporcionando un espacio de resonancia secundario. Estos agujeros no eran comunes en los órganos de finales del siglo XX, pero eran comunes antes. Una ranura es una abertura realizada en el cuerpo del tubo, lo que reduce su longitud funcional como espacio de resonancia para la onda sonora, aumentando así la altura. Esto se encuentra con mayor frecuencia en los tubos de principios del siglo XX y se puede encontrar en muchos órganos de ese período. Estas ranuras suelen ser bastante estrechas en relación con el diámetro del tubo, lo que permite enfatizar la influencia de la resonancia secundaria.

### Tubos tapados
Los tubos de labio tapados tienen la particularidad de que en su extremo opuesto al orificio de entrada de aire están total o parcialmente tapados. Existen tubos tapados de hasta 4'. Un tubo tapado produce un sonido de una octava más baja que el mismo sin tapar. Por ejemplo, un tubo tapado de 4' produce el mismo tono que uno abierto de 8'. En estos casos, en el registro que manipula el organista, el número será su equivalente tonal, no su longitud real, por ejemplo en un tubo tapado de 4', el registro figurará como de 8'. En el registro de 4' los tubos no están completamente tapados, terminan con un pequeño tubo adicional, similar a una chimenea. El registro se llama entonces "flûte à cheminée", o "Rohrfloete" en alemán. Los tubos tapados nunca se construyen más altos que 4' de longitud real, porque constituyen un registro suave, cuya función no es producir sobretonos. Además, la construcción de tubos tapados muy pequeños sería difícil, y su afinación compleja. Las flautas con tapa se construyen en madera (para las más grandes) o en "metal común", que es una aleación de estaño y plomo.

### Bocas
La boca de un tubo de labio es el orificio de forma rectangular, que un espectador puede ver en los tubos que se ven en la fachada del órgano. En algunos casos, el labio superior puede cortarse en curva en lugar de en línea recta, para modificar las características sonoras del tubo, pero la forma general permanece rectangular. En los tubos de flauta y principales el ancho de la boca se determina al construir el tubo, y en los tubos metálicos suele medirse como una fracción de la circunferencia. En los tubos de madera, el ancho de la parte frontal del tubo determina el ancho de la boca. Cuando las bocas son más anchas producen más sonido, ya que brindan mayor área al flujo de aire. A diferencia del ancho de la boca, la altura de la boca. no se establece hasta que se usa por primera vez el tubo. Medido como una fracción del ancho de la boca, el corte se hace más alto para producir más sonido. Al elevar el corte, también se disminuye el énfasis en los parciales agudos. Dados varios tubos abiertos de escala normal, una boca más ancha y baja producirá un tono principal, y una boca más estrecha y alta producirá un sonido similar al de una flauta. Existe un registro llamado "flauta doble" consiste en un rango de tubos de madera con dos bocas por tubo, ubicadas en lados opuestos del mismo. Casi siempre se encuentra en la afinación de 8'. Se han encontrado de estos tubos tapados o abiertos, o con tapas perforadas. La construcción tapada parece ser la más común, sobre todo en el siglo XIX. Su sonido se ha descrito como pleno, potente, puro, redondo y fluido. Gracias a sus dos bocas, la flauta doble requiere más espacio del habitual en el cofre.
Cuando el aire a presión pasa por el pie del tubo y golpea el labio superior, suele producirse cierta turbulencia, lo que produce un sonido transitorio llamado "chiff". En algunos tubos, este tono transitorio es deseable, por lo que el tubo se deja inalterado. Pero cuando no hay una acústica resonante en la sala, el chiff no es deseado y se recurre a su reducción. La forma más común de reducir el chiff es modificar la boca mediante cortes en el labio inferior y el lánguido. Se realizan pequeños cortes perpendiculares en ambos bordes. Esto permite que el viento golpee el labio superior no de forma continua, sino con cierta irregularidad. Esto reduce el impacto repentino como también la turbulencia. El resultado es una producción más directa del tono principal del tubo, con un chiff reducido o eliminado.
Existen otras modificaciones a la boca de un tubo. Dos pequeñas placas dispuestas verticalmente en ambos extremos en el exterior de la boca, se denominan comúnmente "orejas". Sirven para dirigir el flujo de aire hacia el labio superior, también pueden utilizarse para afinar el tubo. Algunos tubos de labio tienen un rollo cilíndrico de madera, o en ocasiones un rectángulo de metal, dispuesto de forma horizontal a lo largo de la boca, comúnmente llamada barba o puente armónico. Su función dirigir el aire hacia el labio superior, hecho que le brinda mayor ataque el sonido del tubo.

## Registros

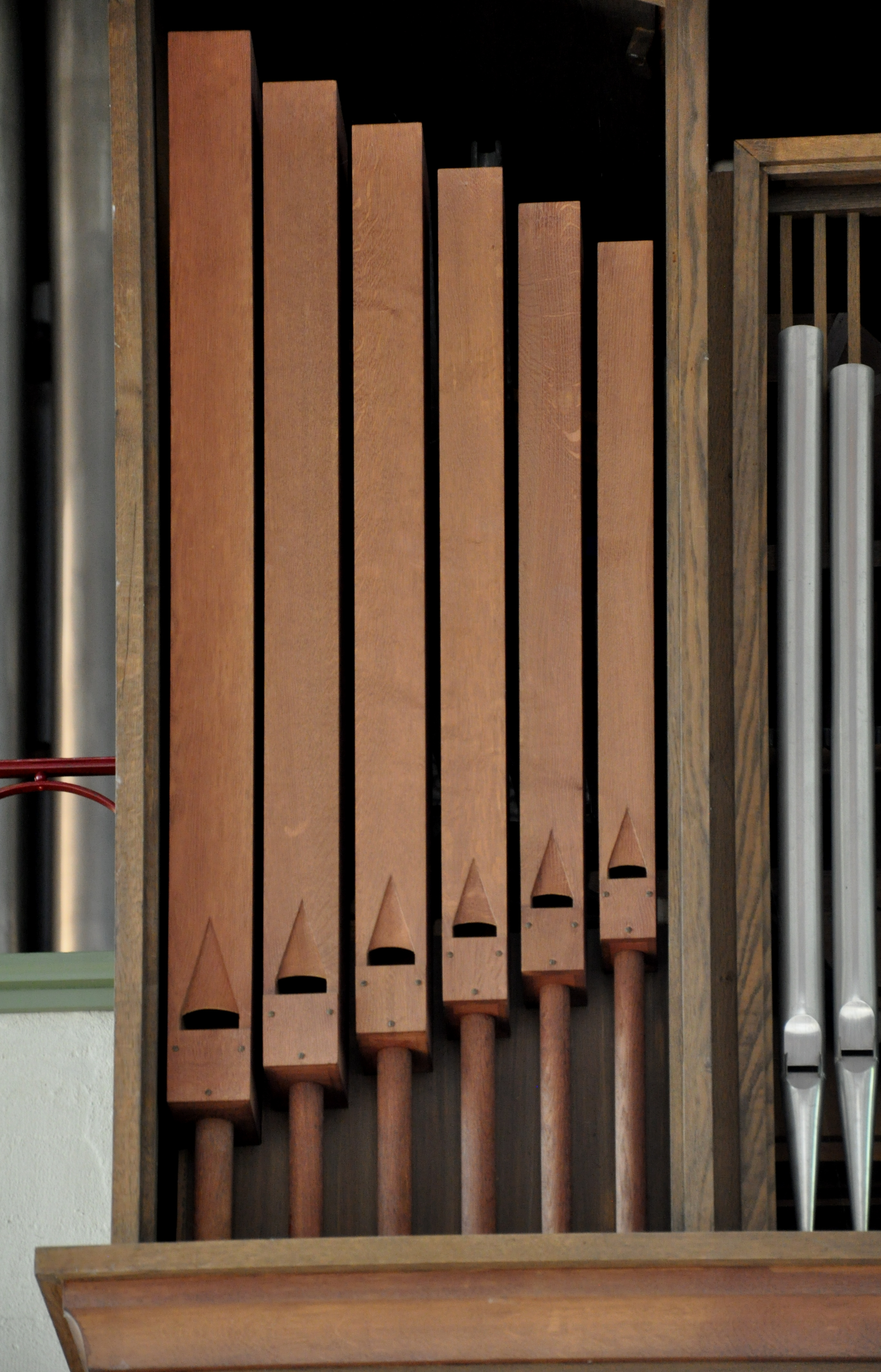
Tubos de labio de madera.

El un tubo del tipo principal o diapasón tiene el color tonal clásico del órgano, y es el timbre que se asocia con mayor frecuencia al instrumento. En general, el timbre de un principal puede describirse como una fundamental fuerte, con una intensidad bien distribuida en los primeros armónicos. Pero no todos los sonidos principales son iguales, ni en diferentes órganos ni en diferentes ubicaciones. En algunos hay mayor énfasis en la fundamental, en otros en el primer armónico. Sin embargo, todos forman el sonido básico del instrumento, el que lo distingue de todos los demás colores tonales producidos por el aire. La segunda categoría más común de color de tono en los tubos labiales son las flautas. Presentan un tono fundamental fuerte con armónicos relativamente débiles. Dentro de las flautas existen otras subcategorías como las flautas abierta, cuyo extremo superior está libre, son de apariencia similar a los principales. Normalmente están hechas de metal, aunque también se han construido de madera, sus registros asociados pueden ser: Flute, Flûte ouverte, Hohlflöte, Concert Flute, Melodia, Flauto traverso y Piccolo. Las flautas tapadas son aquellos tubos de flauta con su agujero superior tapado, sean de madera o metal. Producen un sonido de una octava más grave que un tubo de la misma longitud abierto. Debido a la forma en que las ondas sonoras se configuran en un espacio de resonancia cerrado, los sonidos de las flautas con tapa carecen de los armónicos impares, lo que les confiere una cualidad particularmente identificable. Los registros de este tipo puede ser: Bourdon, Gedeckt/Gedackt, Stopped Flute, Stopped Diapason, Quintadena y Subbass.
Un caso especial es la flauta de chimenea, un rango tapado con una abertura en la tapa, a veces solo un pequeño orificio, pero con mayor frecuencia un tubo abierto insertado en dicho orificio, lo que facilita su afinación. Aunque esto obviamente abre el tubo al final, en esta abertura se forma una onda de aire separada dentro de dicho tubo, con un diámetro correspondientemente estrecho, que separa el aire vibrante dentro del tubo de la atmósfera. Así, la flauta de chimenea suena como un tubo tapado, pero con un tono especial y característico, rico en armónicos.
Las flautas armónicas tienen un orificio en la mitad del cuerpo. Esto proporciona un resonador para una onda sonora que solo tiene la mitad de la longitud del cuerpo, y su tono es, por lo tanto, una octava superior al que se oiría en un tubo abierto "normal" de esa longitud. Este tipo de tubo brinda una doble resonancia de la fundamental, característica del sonido de las flautas armónicas. Los registros se pueden encontrar como Flauta armónica/Flûte harmonique, Flûte octaviante y Octavin. Dentro de las flautas existe otra subcategoría que son las flautas tapadas parcialmente, las cuales tiene una abertura en su tapa. La forma de la tapa puede ser cónica o plana, la tapa a veces puede estar atravesada por un pequeño y estrecho tubo abierto. El tubo del registro Koppelflöte se fabrica con un capuchón cónico similar al Spillflöte, pero más corto que la parte cilíndrica del cuerpo. Los tubos de este tipo tienen algunas características de las flautas de tapa, con énfasis en los armónicos impares, pero la abertura también permite cierto desarrollo de los pares, y se pueden encontrar llamadas como Rohrflöte, Koppelflöte y Spillflöte. El sonido de los tubos de los registros de cuerdas en un órgano es muy brillante, con armónicos potentes. Los tubos abiertos suelen ser más estrechos que los principales y las flautas, y a veces están equipados con ranuras para su afinación. El grado en que el sonido de las cuerdas de un órgano se asemeja al de un instrumento de cuerda real varía considerablemente de un instrumento a otro. Existen registros de cuerda con el nombre de: Viola Gamba/Gambe, Viola y Viola de orquesta.

## Funcionamiento
El aire a presión primero ingresa por un orificio pequeño en la parte inferior del tubo. Se libera en forma de un chorro plano, porque tiene que pasar por una ranura estrecha (entre el labio inferior de la boca y una parte llamada lánguida). Este aire golpea el labio superior afilado de la boca, oscilando entre el interior y el exterior del tubo, la lámina produce una vibración que comunica a todo el cuerpo. Cuanto más largo sea este último, más tardará la onda en subir y bajar, y más lenta será la vibración y más grave la nota emitida por el tubo. En cuanto al tubo que trae el aire, se puede obstruir ligeramente con una cuña, para variar el flujo de aire, y así hacer que el tubo suene más o menos fuerte. El aire sale por la boca, no por la parte superior del tubo (de hecho, muchos tubos de boca están bloqueados en la parte superior). La longitud del cuerpo determina la nota emitida, pero es la geometría de la boca (y, en menor medida, el material utilizado) lo que da forma al timbre del sonido. Cuanto más largo sea el tubo resonante, más grave será el sonido, porque la vibración es más lenta. Si el objetivo es producir un sonido bajo, se necesita un tubo muy largo. Un ejemplo del sonido producido por un tubo de labio es la flauta. Para lograr un mejor ataque, se suele colocar un pequeño rollo redondo de madera o metal delante de la boca, a esto se lo denomina barba de tubo o puente armónico.

## Ajustes y afinación
El conjunto mínimo de datos necesarios para comprender la entonación de un tubo de labio incluye la altura de la boca (conocida como cut-up), el diámetro del agujero del pie del tubo, la profundidad de la hendidura del labio inferior (flueway), el tratamiento de los lánguidos, incluyendo los ángulos de biselado y los tipos de ranurado (nicking), así como la presencia o ausencia de orejas u otros dispositivos similares. Los entonadores ajustan los diámetros de los agujeros y la profundidad de la hendidura del labio para modificar el flujo del viento, logrando así más o menos potencia. También elevan la altura de la boca para obtener un sonido más suave y con menos agresividad armónica. Un mayor suministro de viento, ya sea a través del pie o de la hendidura del labio, incrementa la potencia y da como resultado un sonido más brillante y con mayor riqueza armónica. Un timbre más potente y brillante puede suavizarse nuevamente aumentando la altura de la boca.
Por lo tanto, es fundamental disponer de los tres parámetros: altura de boca, diámetro del pie y profundidad de la hendidura del labio para poder comprender la entonación. Un precepto común en la sonoridad neobarroca era la regla de que la altura de la boca debía ser de un cuarto del ancho de la misma. Pero esto no tiene fundamento histórico ni teórico, y produce un timbre bastante estridente en la mayoría de los tubos.
Los tubos abiertos se pueden afinar de varias maneras: subiendo o bajando un collar en la parte superior, se riza o desenrolla una voluta metálica en la parte superior, se sube o baja un tapón que se ajusta como la tapa de un azucarero. Los tubos con tapón y collar utilizan cuero o fieltro para asegurar un sello hermético pero móvil.